# Rexea nakamurai
Rexea nakamurai är en fiskart som beskrevs av Parin, 1989. Rexea nakamurai ingår i släktet Rexea och familjen havsgäddefiskar. Inga underarter finns listade i Catalogue of Life.